# Distocyclus goajira
Distocyclus goajira är en fiskart som först beskrevs av Schultz, 1949.  Distocyclus goajira ingår i släktet Distocyclus och familjen Sternopygidae. Inga underarter finns listade i Catalogue of Life.